# Jiangxi International Women's Tennis Open 2015
Il Jiangxi International Women's Tennis Open 2015 è stato un torneo professionistico di tennis femminile giocato sul cemento. È stata la 2ª edizione del torneo, che fa parte del WTA Challenger Tour 2015. Si è giocato a Nanchang in Cina dal 27 luglio al 2 agosto 2015.

## Partecipanti

### Teste di serie
| Nazionalità   | Giocatrice      | Ranking* | Testa di serie |
| ------------- | --------------- | -------- | -------------- |
| Serbia        | Jelena Janković | 25       | 1              |
| Cina          | Zheng Saisai    | 66       | 2              |
| Cina          | Wang Qiang      | 102      | 2              |
| Taipei cinese | Hsieh Su-wei    | 109      | 4              |
| Cina          | Duan Yingying   | 113      | 5              |
| Thailandia    | Luksika Kumkhum | 122      | 6              |
| Cina          | Wang Yafan      | 125      | 7              |
| Cina          | Liu Fangzhou    | 144      | 8              |

* Ranking al 13 luglio 2015.

### Altre partecipanti
Giocatrici che hanno ricevuto una wild card:
- Jelena Janković
- Zheng Wushuang
- Gao Xinyu
- Xu Shilin

Giocatrici che sono passate dalle qualificazioni:
- Makoto Ninomiya
- Kyoka Okamura
- Erika Sema
- Alison Bai

## Campionesse

### Singolare
Jelena Janković ha sconfitto in finale  Chang Kai-chen con il punteggio di 6-3, 7–6(6).

### Doppio
Chang Kai-chen e  Zheng Saisai hanno sconfitto in finale  Chan Chin-wei e  Wang Yafan con il punteggio di 6-3, 4-6, [10-3].